# Die Alhambra in Granada
Die Alhambra in Granada ist der Bildtitel eines Gemäldes von Franz von Lenbach. Es gehört zum Bestand der Sammlung Schack in München.

## Geschichte
Das Bild entstand im Frühjahr 1868, als Lenbach zusammen mit seinem Auftraggeber Adolf Friedrich von Schack und seinem Schüler Ernst von Liphart den Süden Spaniens bereiste und sie dabei auch nach Granada kamen. Es gehört zu seinen wenigen Landschaftsmalereien. Bei dieser Gelegenheit schuf Lenbach auch die Gemälde Der Tocador de la Reina auf der Alhambra in Granada und Die Vega von Granada. Schack erwarb die drei Bilder vor 1874 von Lenbach für seine Sammlung. Er bemerkte zwar, Lenbach sei „kein eigentlicher Landschaftsmaler“, schätzte das Bild aber doch, weil es ihn „so lebhaft wie kein anderes in die alte Maurenstadt zurück“ versetzte.

## Beschreibung

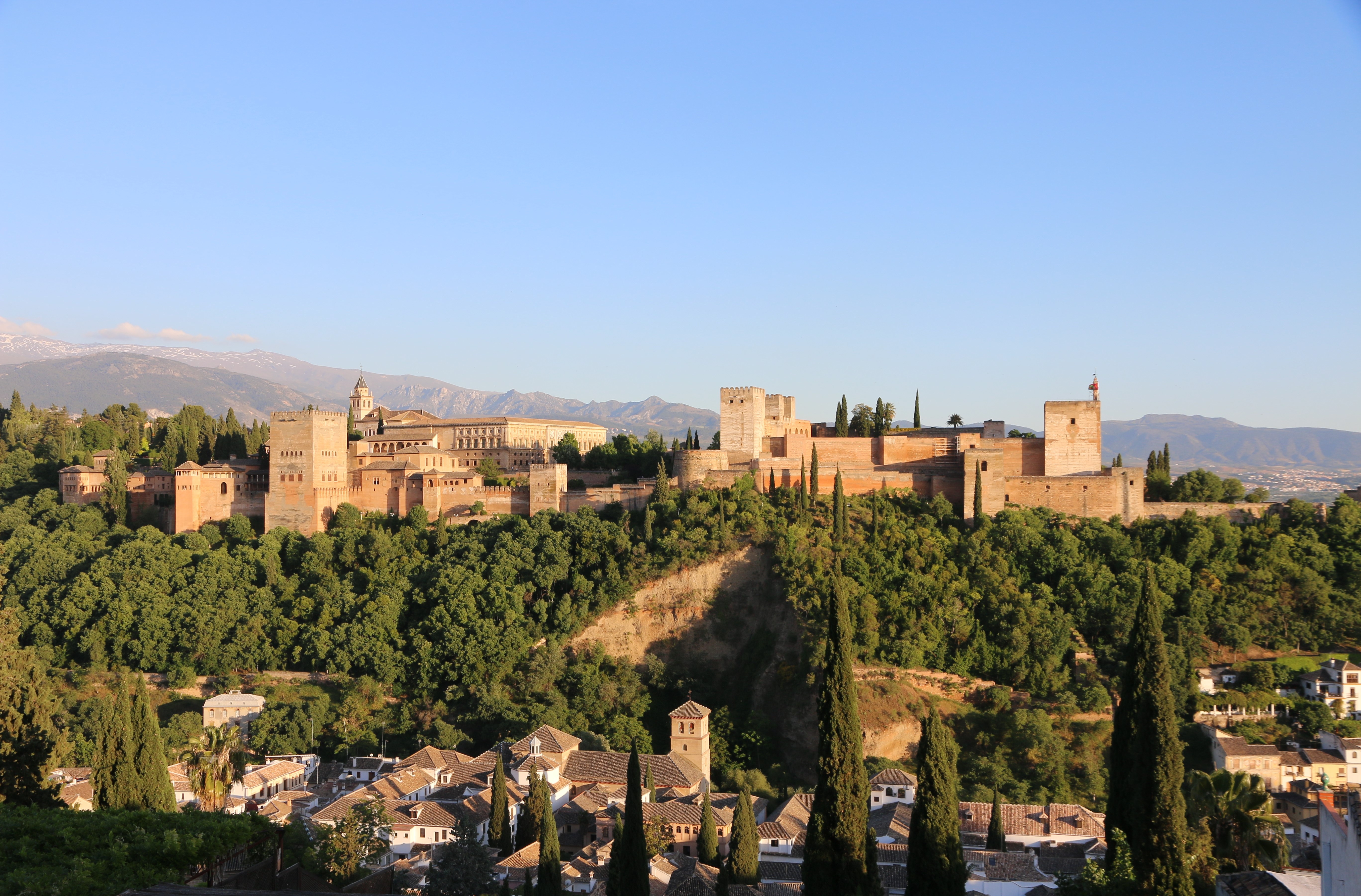
Blick vom Albaicín-Hügel aus auf die Alhambra, 2016

Das Gemälde hat eine Höhe von 72,1 cm und eine Breite von 91,5 cm. Es ist mit Ölfarbe auf Leinwand gemalt.
Es zeigt den Blick vom Albaicín-Hügel aus über das Tal des Darro auf die Nordseite des Felsrückens mit der Alhambra. Links sind der Torre de Camares und der Turm der Kirche Santa María de la Alhambra zu sehen, rechts der älteste Teil der Festung mit der Torre de Vela. 
Hinter der Alhambra erhebt sich die schneebedeckte Sierra Nevada. Der Vordergrund mit Häusern, Bäumen und der Kirche San Pedro y San Pablo liegt im Schatten und ist nur skizzenhaft ausgeführt.